# Bohumil Prokopec
Bohumil Prokopec (30. ledna 1920 Pohůrka – 12. května 2000) byl český pilot 311. československé bombardovací perutě.

## Život

### Před druhou světovou válkou
Bohumil Prokopec se narodil 30. ledna 1920 Pohůrce u Českých Budějovic. Vychodil tři ročníky měšťanské školy a dva školy pokračovací, pracoval jako mechanik. V rámci akce 1000 nových pilotů republice získal na letišti Čtyři Dvory pilotní oprávnění.

### Druhá světová válka
Po německé okupaci v březnu 1939 se Bohumil Prokopec dvakrát pokusil opustit Protektorát Čechy a Morava. První pokus v roce 1939 směrem do Polska se mu nezdařil, podruhé se mu začátkem roku 1940 podařilo dostat se přes Slovensko, Maďarsko, Turecko a Libanon do Francie. V Agde se přihlásil do zde vznikající jednotky Československé armády v zahraničí, následně byl zařazen k letecké skupině. Po pádu Francie v červnu 1940 se evakuoval do Spojeného království. Dne 24. června odplul z Vendres a 7. července se vylodil ve Falmouthu. Dne 24. července byl přijat do Royal Air Force a jako mechanik přiřazen k 311. československé bombardovací peruti. Dne 31. srpna 1942 byl přeložen k Československému depotu a 12. října téhož roku zařazen do pilotního výcviku, který absolvoval mj. v Kanadě a na Bahamách. Dne 16. října 1944 se navrátil k 311. peruti, se kterou se poté účastnil protiponorkových hlídkových letů na oceánem a to až do konce druhé světové války. Dosáhl hodnosti rotmistra.

### Po druhé světové válce
Do Československa se Bohumil Prokopec vrátil 5. září 1945. Zůstal v armádní službě a působil jako letecký instruktor v Plzni a Havlíčkově Brodu. Mezi lety 1949 a 1950 byl velitelem leteckého pluku 25, poté byl komunistickou mocí z armády propuštěn. Dosáhl hodnosti praporčíka. Pracoval jako řidič nebo garážmistr, od roku 1953 pak jako vedoucí pracovního oddělení těžkých strojů Československých stavebních závodů. Zemřel 12. května 2000. Pohřben je na městském hřbitově v Plané.

### Vyznamenání
- 1946 Československá medaile za zásluhy II. stupně
- 1946 Československý válečný kříž 1939
- Československá medaile Za chrabrost před nepřítelem
- Hvězda 1939–1945
- Evropská hvězda leteckých posádek